# Катунці
Кату́нці (болг. Катунци) — село в Благоєвградській області Болгарії. Входить до складу общини Санданський.

## Населення
За даними перепису населення 2011 року у селі проживали 1360 осіб.
Національний склад населення села:
| Національність   | Кількість осіб | Відсоток |
| ---------------- | -------------- | -------- |
| болгари          | 1273           | 98,9 %   |
| цигани           | 4              | 0,3 %    |
| турки            | 0              | 0 %      |
| Всього відповіли | 1287           |          |

Розподіл населення за віком у 2011 році:
Динаміка населення: